# Specially Designated Nationals and Blocked Persons
Die Specially Designated Nationals and Blocked Persons (kurz SDN; deutsch Besonders benannte Staatsangehörige und gesperrte Personen) ist ein US-Embargo, das neben Sanktionen gegen für die US-Regierung unliebsame Personen, wie beispielsweise die damalige Chefanklägerin des Internationalen Strafgerichtshofs Fatou Bensouda, die Ermittlungen wegen möglicher Kriegsverbrechen von US-Soldaten und CIA-Mitarbeitern in Afghanistan eingeleitet hatte, auch Terroristen, Angehörige diktatorischer Regimes oder Begeher von Delikten wie z. B. Drogenhandel umfasst. Auf einer Blacklist befinden sich Tausende Unternehmen, Organisationen, Vereine oder Individuen weltweit, die ein Risiko für die nationale Sicherheit sowie die Außen- und Wirtschaftspolitik der USA darstellen könnten und deshalb sanktioniert werden. Die dazu gehörige Liste nennt sich Specially Designated Nationals and Blocked Persons list.

## Anwendung
Die SDN muss von US-Bürgern und Nicht-US-Bürgern oder Gesellschaften beachtet werden, die mit Produkten arbeiten, welche „subject to EAR“ (Export Administration Regulations) sind. Besonders beim Export von Gütern aus den USA bzw. beim Re-Export ist die SDN von Bedeutung. Da die Anwendungsgebiete von Sanktion zu Sanktion stark variieren, ist eine generelle Aussage über die Anwendbarkeit nicht möglich.
Die zuständige Behörde ist das Office of Foreign Assets Control.